# Andhra-Pradesh-Zyklon 1990
Der Andhra-Pradesh-Zyklon 1990 (IMD-Bezeichnung: BOB01, JTWC-Bezeichnung: 02B) war die folgenschwerste Naturkatastrophe im Süden Indiens seit einem Sturm im Jahr 1977. Der tropische Wirbelsturm bildete sich in der Frühe des 4. Mai 1990 aus einer tropischen Störung, als diese unter Einfluss eines subtropischen Rückens nordwestwärts zog. Am nächsten Tag intensivierte sich das System zu einem tropischen Sturm, der nach einer rapiden Intensivierung sich am 8. Mai zu einem superzyklonischen Sturm entwickelte. Der Wirbelsturm schwächte sich vor dem Landfall in Indien etwa 300 km nördlich von Madras in der Umgebung von Machilipatnam im Bundesstaat Andhra Pradesh mit dreiminütigen Windgeschwindigkeiten von 165 km/h nur leicht ab. Der Zyklon hat schwerwiegende Folgen, da in Indien infolge des Sturms 967 Personen getötet wurden und mehr als 10.000 Tiere verendeten. Die Schäden für die Landwirtschaft wurden auf über 600 Millionen US-Dollar geschätzt (1990; in heutigen Preisen 1.000 Millionen US-Dollar).

## Sturmverlauf

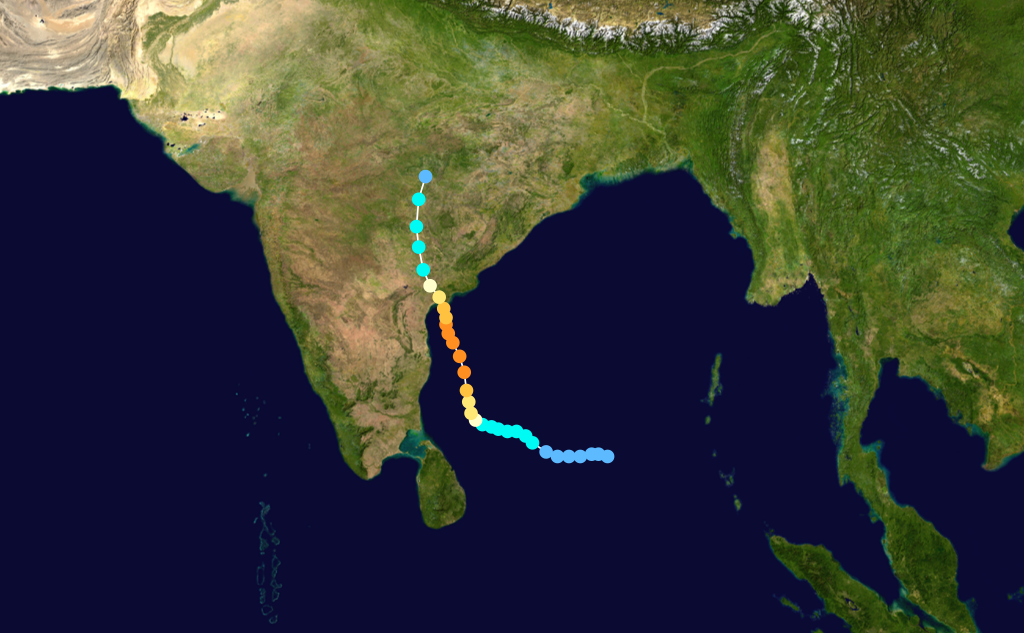
Zugbahnkarte

In der Frühe des 3. Mai stellte das Joint Typhoon Warning Center (JTWC) fest, dass sich im Golf von Bengalen etwa 800 km östlich von Sri Lanka eine tropische Störung gebildet hat. Die zunächst westwärts ziehende Störung wurde auch vom India Meteorological Department (IMD) beobachtet und wurde von den Meteorologen in Neu-Delhi am nächsten Tag als Depression BOB 01 klassifiziert. Einige Stunden später warnte das JTWC, dass das Entstehen eines tropischen Wirbelsturmes bevorstehe. Unter dem Einfluss eines subtropischen Rückens zog das System nach Nordwesten.
Die Depression wurde am 4. Mai zum zyklonischen Sturm aufgestuft. Der Sturm war zu dem Zeitpunkt schwach und erreichte in etwa die Stärke äquivalent zu der eines schwachen tropischen Sturmes nach der Saffir-Simpson-Hurrikan-Windskala.
Obwohl der Zyklon eine gute Ausströmung in den Nordostpassat hatte, erwartete das JTWC, dass das System innerhalb von 72 Stunden über Land ziehen würde. Deswegen ging das JTWC davon aus, dass der Zyklon nur gerade so Orkanstärke erreichen würde, bevor er sich mit etwas geringerer Intensität wegen einer Schwäche in dem subtropischen Rücken nach Nordwesten abdrehen würde. Dieser Änderung in der Zugbahn fiel dann jedoch weiter nördlich aus, als angenommen und das Zentrum des Zyklons blieb länger über Wasser als in der Prognose. Der Zyklon intensivierte sich deswegen rapide zu einem sehr schweren zyklonischen Sturm (Very Severe Cyclonic Storm), der früh am 6. Mai Windgeschwindigkeiten äquivalent zu einem Hurrikan erreichte.
Während der beiden folgenden Tage intensivierte sich der Sturm weiter und wurde am 8. Mai zu einem superschweren zyklonischen Sturm mit dreiminütigen Windgeschwindigkeiten von 240 km/h, äquivalent zu einem Kategorie-4-Zyklon auf der Saffir-Simpson-Hurrikan-Windskala. Nach dem Erreichen seines Höhepunktes schwächte sich der Zyklon im Tagesverlauf bei der Annäherung an das Festland zu einem sehr schweren zyklonischen Sturm ab. Der Landfall am 9. Mai um 12:00 Uhr UTC fand etwa 300 km nördlich von Madras in der Nähe von Machilipatnam im Bundesstaat Andhra Pradesh statt. Dabei handelte es sich um einen sehr schweren zyklonischen Sturm mit dreiminütigen Windgeschwindigkeiten von 165 km/h. Über Land verlor der Sturm stetig an Kraft. Das IMD meldete, dass sich das System früh am 10. Mai aufgelöst hat.

## Auswirkungen und Folgen
Durch das IMD wurden rechtzeitig Warnungen vor dem sich annähernden Zyklon ausgegeben, sodass die indische Regierung in der Lage war, die betroffenen Gebiete zu evakuieren und anzuordnen, dass die Fischer an Land zurückkehren sollten. In der Folge wurden mehr als 150.000 Personen in Notaufnahmelager gebracht, die in höher gelegenen Gebieten eingerichtet wurden, um die betroffenen Menschen mit Unterkunft und Nahrung zu versorgen, sobald der Zyklon auf Land treffen würde. Die rechtzeitigen Warnungen und die Evakuierungsmaßnahmen führten dazu, dass die Zahl der gemeldeten Todesopfer durch den Zyklon geringer waren als bei dem Zyklon, der Andhra Pradesh 1977 heimgesucht hatte.
7000 Personen wurden auf der Insel Edurumondi zurückgelassen, nachdem sie sich geweigert hatten, die Insel zu verlassen. Die Insel mit ihrem Hauptort Nachugunta bekam die volle Wucht des Zyklons zu spüren, bevor dieser sich über Land ab dem 9. Mai abschwächte. Die Bewohner überstanden den Sturm jedoch in von der Regierung zur Verfügung gestellten Unterkünften. Der Zyklon hatte wesentliche Auswirkungen auf das indische Festland. Die Sturmfluthöhe wurden von bis zu 4,9 m über dem normalen Hochwasserstand gemeldet, und mehr als 100 Dörfer an der Küste wurden deswegen überschwemmt und zerstört. Mindestens 967 Menschen wurden durch den Zyklon getötet, in den meisten Fällen durch den Kollaps ihrer weitgehend aus Lehm und Stroh gebauten Häuser. Eine Reihe von Personen wurden durch elektrischen Schlag aufgrund herabhängender Stromleitungen getötet, und einige Personen wurden von den Hochwasser führenden Flüssen mitgerissen und ertranken. Mindestens 3 Millionen Bewohner der betroffenen Region wurden durch den Sturm obdachlos. Mehr als 100.000 Nutztiere verendeten durch den Zyklon und mindestens 1085 Quadratkilometer Reisfelder wurden zerstört. Schwer geschädigt wurden auch große Bestände an Mangobäumen und Bananenstauden. Insgesamt wurden die Schäden an Eigentum und Landwirtschaft auf über 600 Millionen US-Dollar (1990; in heutigen Preisen 1.000 Millionen USD). Der Zyklon wurde als die schlimmste Naturkatastrophe in Südindien seit einem Zyklon im Jahr 1977 bezeichnet. Eindringendes Meerwasser kontaminierte die Brunnen für Trinkwasser, sodass von den Behörden vor dem Ausbruch von Cholera und Typhus gewarnt wurde, da viele Bewohner dieses Wasser zum Trinken und Kochen verwendeten.
Am 11. Mai, zwei Tage nach dem Durchzug des Zyklons, startete die indische Regierung eine umfassende Rettungs- und Hilfsoperation. Indische Armee und Marine warfen Lebensmittelpakete ab und untersuchten das Ausmaß der Schäden. Die indische Regierung forderte allerdings keine internationale Hilfe an, obwohl das Rote Kreuz den betroffenen Familien Lebensmittel, Medikamente und Wasserbehälter zur Verfügung stellte; World Vision stellte 160.000 US-Dollar zur Verfügung.